# Рабенау, Фридрих фон
Фридрих фон Рабенау (нем. Friedrich von Rabenau; 10 октября 1884, Берлин — 14 или 15 апреля 1945, концлагерь Флоссенбюрг) — немецкий военный деятель, генерал артиллерии вермахта. Деятель антинацистского движения сопротивления Германии. Немецкий богослов.

## Биография
Сын гинеколога. Его племянником был Рейнхард Гелен.
В 1903 году поступил на службу фанен-юнкером в Имперскую армию. Участник Первой мировой войны. За боевые заслуги отмечен многочисленными наградами. После завершения мировой войны принял участие в войне за независимость Латвии, воевал против Красной армии
Продолжил службу в рейхсвере, с 1922 по 1927 год служил в военном министерстве. С 1927 по 1930 год — командир 2-го дивизиона 1-го полевого артиллерийского полка в Кёнигсберге, затем — 1-й офицер Генштаба в штабе командования 2-й группы в Касселе. В 1932—1936 годах посещал лекции по военной истории в университетах Бреслау и Мюнстера. В 1932 году назначен комендантом Бреслау. С 1933 года постоянно конфликтовал с руководителем СА и полиции Эдмундом Хайнесом.
Преподавал в Бреслау, в 1935 году стал доктором философии.
В 1934—1936 годах служил в инспекции 6-го военного округа. В 1936 году был уполномочен Людвигом Беком создать независимый центральный архив германской армии. В должности «начальника армейских архивов» Рабенау контролировал военные архивы Дрездена , Штутгарта и Мюнхена, позже также архивы Вены, Праги и Данцига, при этом стремился предотвратить идеологическое искажение информации.
Глубокие христианские убеждения фон Рабенау сделали его противником нацизма. Он чётко выражал свои антинацистские взгляды во всех своих произведениях, из-за чего большинство новых изданий были запрещены, а все остальные подвергнуты строгой цензуре. В 1937 году фон Рабенау подписал заявление 96 руководителей протестантской церкви против Альфреда Розенберга и его книги Protestantische Rompilger. При этом он не вступил ни в одну группу Сопротивления, однако стал связным между Людвигом Беком и Карлом Гёрделером.
С 26 августа по 29 сентября 1939 года комановал 73-й пехотной дивизией вермахта, затем снова назначен начальником армейского архива. В этой должности, прикрываясь служебными командировками, пытался склонить на сторону сопротивления генералов Вальтера фон Браухича, Хайнца Гудериана и Фридриха Фромма.
С 1941 года гестапо следило за фон Рабенау. Участник Польской кампании 1939 года, после которой подверг резкой критике бесчеловечную войну Гитлера. Поэтому был отправлен в резерв фюрера в 1942 году.
Христианские убеждения фон Рабенау не позволяли ему участвовать в убийстве Гитлера, однако после провала заговора 20 июля фон Рабенау был арестован и 11 августа 1944 г. был помещён вместе с несколькими другими членами Сопротивления в берлинскую военную тюрьму. Оттуда 13 января 1945 года Рабенау был переведен в концлагерь Заксенгаузен, затем — в Бухенвальд и в концлагерь Флоссенбюрг, где 14 или 15 апреля был расстрелян по личному приказу Генриха Гиммлера. Приблизительная дата смерти установлена по телеграмме, которую штурмбаннфюрер СС Курт Ставицки отправил Рихарду Глюксу и Генриху Мюллеру 15 апреля в 8:03.

## Избранные публикации
- Die alte Armee und die junge Generation; Berlin:  Mittler, 1925.
- Operative Entschlüsse gegen einen an Zahl überlegenen Gegner; Berlin:  Mittler, 1935.
- Seeckt; Leipzig:  V. Hase & Koehler, 1938.
- Scharnhorst nach 1808 - Seeckt nach 1918; Berlin:  Landesgeschichtl. Vereinigg. f. d. Mark Brandenburg, 1939.
- Buch und Schwert; Leipzig:  Oberbürgermeister, 1940.
- Von Geist und Seele des Soldaten; Berlin:  Eher, 1940.
- Geistige und seelische Probleme im jetzigen Krieg; Berlin:  Eher, 1940.
- Vom Sinn des Soldatentums; Köln:  Du Mont Schauberg, 1941.
  - Hans von Seeckt. Aus seinem Leben 1866-1917.
  - Hans von Seeckt. Aus seinem Leben 1918-1936.